# Hanfmesse
Auf einer Hanfmesse oder Cannabismesse  werden Produkte der Cannabis- bzw. Hanfindustrie ausgestellt, darunter Kosmetika, Medizinprodukte, Schuhe, Textilien, Baumaterialien, Nahrungsmittel sowie Produkte zum Ernten und  Anbau und Saatgut und Phytotherapeutika. An einige Messen schließen sich Konferenzen mit Vorträgen an.

## Cannabismessen im deutschsprachigen Raum
1995 wurde im Rahmen der BioFach-Messe in Frankfurt die 1. Internationale BioRohstoff Hanf durchgeführt. Es bildete sich eine eigene Hanf-Messe, die CannaBusiness, heraus, welche 1996 in der Europahalle in Castrop-Rauxel das erste Mal und bis 2004 regelmäßig stattfand. 2004 ereignete sich beinahe zeitgleich die Interhanf in Berlin, es blieb aber bei dieser einen Ausgabe und auch die CannaBusiness wurde danach eingestellt. 2016 wurde dann erstmals wieder eine Hanfmesse in Deutschland veranstaltet, die Mary Jane Berlin, welche seit 2024 mit 40.000 Besuchern auch die größte Hanfmesse Europas ist. Seit 2019 wird in der Düsseldorfer Mitsubishi Electric Halle jährlich Ende August die Cannafair veranstaltet, die dort 2024 vom 23. bis 25. August stattfindet, und inzwischen auch zu einer der größten Cannabismessen Europas gehört.
Die älteste bestehende Hanfmesse im deutschsprachigen Raum ist die seit 2001 stattfindende CannaTrade in Zürich, die 2020 in Bern stattfand und seitdem wieder jährlich in Zürich gastiert.
In Wien findet jährlich im Oktober die Cultiva/Hanf Expo statt.

## Cannabismessen weltweit
Die zweitgrößte Hanfmesse Europas ist die 2002 erstmals veranstaltete Spannabis mit 35.000 Besuchern und erwarteten 280 Ausstellern für das Jahr 2024.
Inzwischen hat fast jedes europäische Land mindestens eine eigene Cannabismesse, Länder wie Italien gleich mehrere über das Jahr verteilt. Auch in den USA und Kanada gibt es sogar weit über ein Dutzend Cannabismessen, teilweise sogar auf einzelne Teilsegmente spezialisiert, beispielsweise die Glass Vegas, die sich nur Rauchhilfen aus Glas widmet.